# Їчин
Їчин (чеськ. Jičín; нім. Jitschin або Gitschin) — місто в Краловоградецькому краї Чехії. Населення близько 16 000 жителів. Історичний центр міста добре зберігся і охороняється законом як культурна спадщина .
Історія міста пов'язана з Альбрехтом фон Валленштейном, який перебудував місто, тому багато пам'яток носять його ім'я.

## Адміністративно-територіальний подій
Їчин складається з таких районів: Голінске передмістя, Нове місто, Празьке передмістя, Седлічки, Судна, Старе місто і Валдіцьке передмістя, а також сіл Дворце, Губалов, Моравчице, Поповіце та Робуси.

## Походження назви
Походження назви міста невідоме, але, згідно з найбільш імовірними гіпотезами, назва походить від німецького імені королеви Юдити Габсбурзької Гута або від «Dičín», що походить від давньочеського слова «dík», що означає «кабан», яких багато тут жило.

## Географія
Їчин розташований близько 85 км на північний схід від Праги, у самому центрі Їчинської височини . Найвища точка — пагорб Зебін з висотою 399 м. Місто розташоване на річці Цідліна. Кілька інших невеликих струмків також протікають територією міста, зокрема Валдицький, Поповіцький, Улібіцький та Трнавка. На території є п'ять ставків, найбільший з них Шибеняк. Ставки Кніже та Шибеняк знаходяться посеред міста.
Іноді місто називають «воротами в Богемський рай», однак територія регіону Богемський рай починається за межами території міста. На півночі знаходяться дві пам'ятки природи: Зебін (разом з вершиною пагорба) та Лібосад-обора (включає в себе весь Лібосадський парк).

## Історія

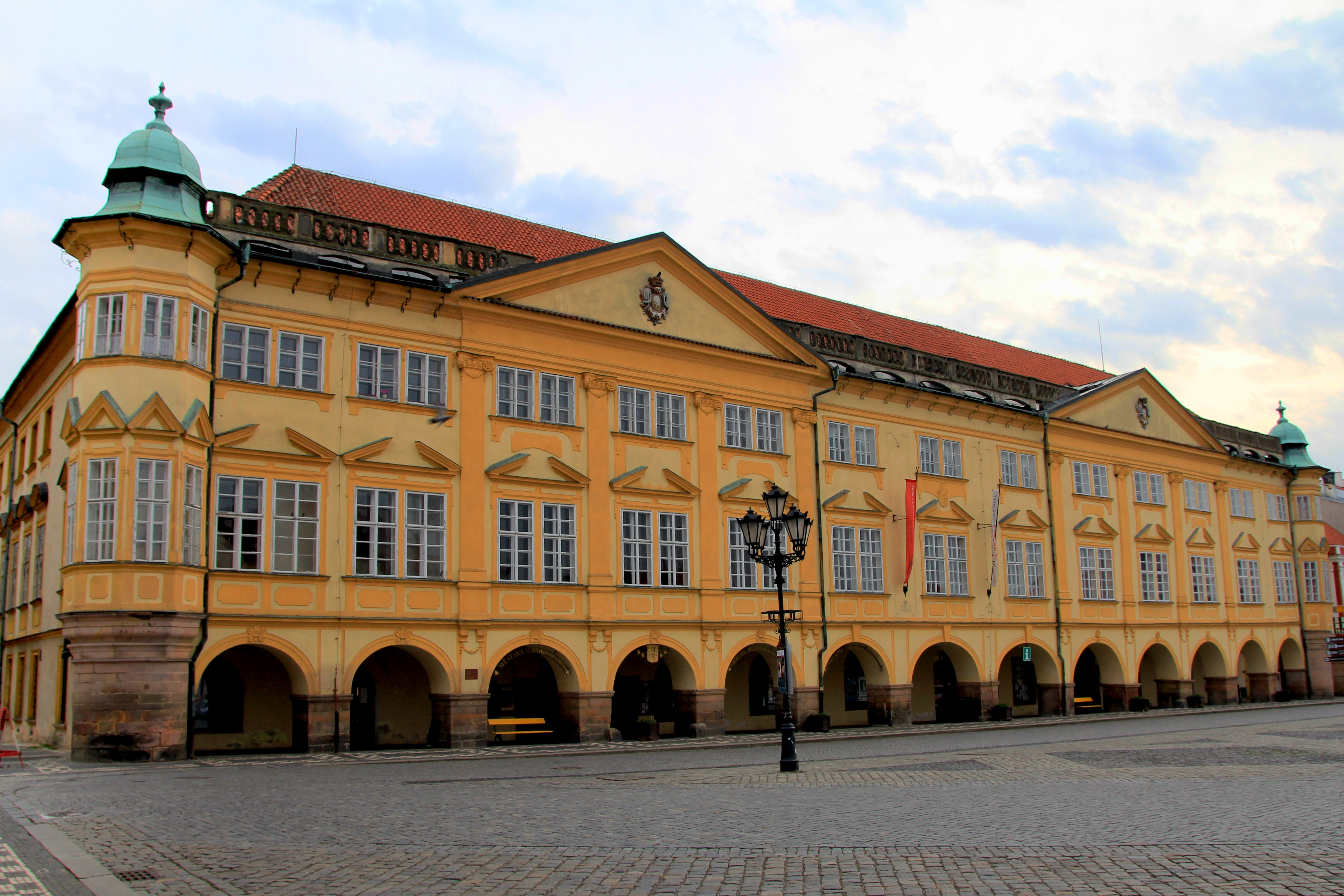
Вальдштейнський замок

Територія Їчина заселена майже 8000 років завдяки зручним географічним і кліматичним умовам. Поселення на території сучасного міста вперше згадується в грамоті про заснування Страговського монастиря 1143 року. Місто було засноване в ХІІІ столітті на місці села Старе місто біля замку Веліш. Невдовзі його було перенесено на північ до теперішнього місця, яке було краще захищене річкою Цидліна.
Вперше згадується як місто в документі королеви Юдити Габсбурзької, дружини короля Богемії Вацлава II від 1 серпня 1293 року. Місто було забудоване регулярним плануванням вулиць навколо прямокутної площі й оточене дерев'яними укріпленнями з укріпленими бастіонами та ровом.
Їчин спочатку був королівським містом, але у 1337 році король Іоанн Богемський продав його родині Вартенбергів, яка володіла ним до середини 15 століття. Гуситські війни не дуже вплинули на місто. Протягом 15 століття Їчін кілька разів змінював своїх господарів до 1487 року, коли став власністю роду Трчків з Ліпи. З наступником Вілема Трчки в 1540 році місто почало відбудовуватися з каменю. Укріплення також були перебудовані, з трьома брамами, які з'єднували центр із передмістям: Празька брама на заході, Голінська брама на півночі та Валдицька брама на сході (1568—1578). Остання є єдиною, що збереглася донині.
Після великої пожежі 1572 року більшість дерев'яних будинків замінили кам'яними будівлями доби Відродження, часто прикрашеними сграфіто; була відбудована і парафіяльна церква. У 1587 році Бур'ян Трчка побудував невеликий замок. У 1607 році місто було придбан Зікмундом Сміржицьким. Родина Сміржицьких побудувала тут новий більший замок, який замінив замок родини Трчки.
Найбільше розширення міста почалося в 1621 році під час Тридцятилітньої війни, коли місто стало власністю генералісимуса Альбрехта фон Валленштейна, який зробив його центром Фрідландського герцогства і карбував там власні монети. На нього працювало декілька архітекторів, зокрема Джованні де Гальяно П'єроні, Джованні Баттіста Маріні, Андреа Спецца та Ніколо Себрегонді. Він наказав повністю перебудувати замок і церкву Св. Якова в північно-італійському стилі і з'єднав їх критим пішохідним мостом. Їчин мав бути повністю перебудований у сучасне місто з відокремленими представницькою та ремісничою частинами. Костел Св. Ігнатія разом з колегією у 1627 році був переданий єзуїтам. Валленштейн також мав літній будинок із судом честі, господарськими будівлями та ігровим парком, побудованим у північній частині міста поблизу Вальдиць, і липовою алеєю вздовж стежки, що веде до літнього будинку. Після ранньої смерті Валленштейна в 1634 році місто втратило своє попереднє значення.
У 1710 році місто стало власністю сім'ї Траутмансдорфів, що означало прихід періоду високого бароко, під час якого було побдовано багато будівель. Більшість статуй і скульптур у сьогоднішньому місті походять із цього періоду. У 1784 році Їчин став центром нового регіону. У першій половині ХІХ від 1 серпня 1293 року століття місто швидко розширювалося, особливо на схід.
Під час австро-прусської війни 1866 року неподалік відбулася битва під Їчином.
До 1918 року місто було частиною монархії Габсбургів (на стороні Австрії після компромісу 1867 року), головою Їчинського округу, одного з 94 регіонів у Богемії .
У 2019 році село Губалов, яке спочатку було частиною Туржа, було приєднано до Їчіна. Передача всієї кадастрової території є унікальною в сучасній історії країни.

## Культура
Їчін пов'язаний з популярним казковим героєм, схожим на Робін Гуда розбійником Румцайсом . У місті проводиться щорічний фестиваль під назвою «Їчін — місто казки», заснований у 1990 році

## Пам'ятки

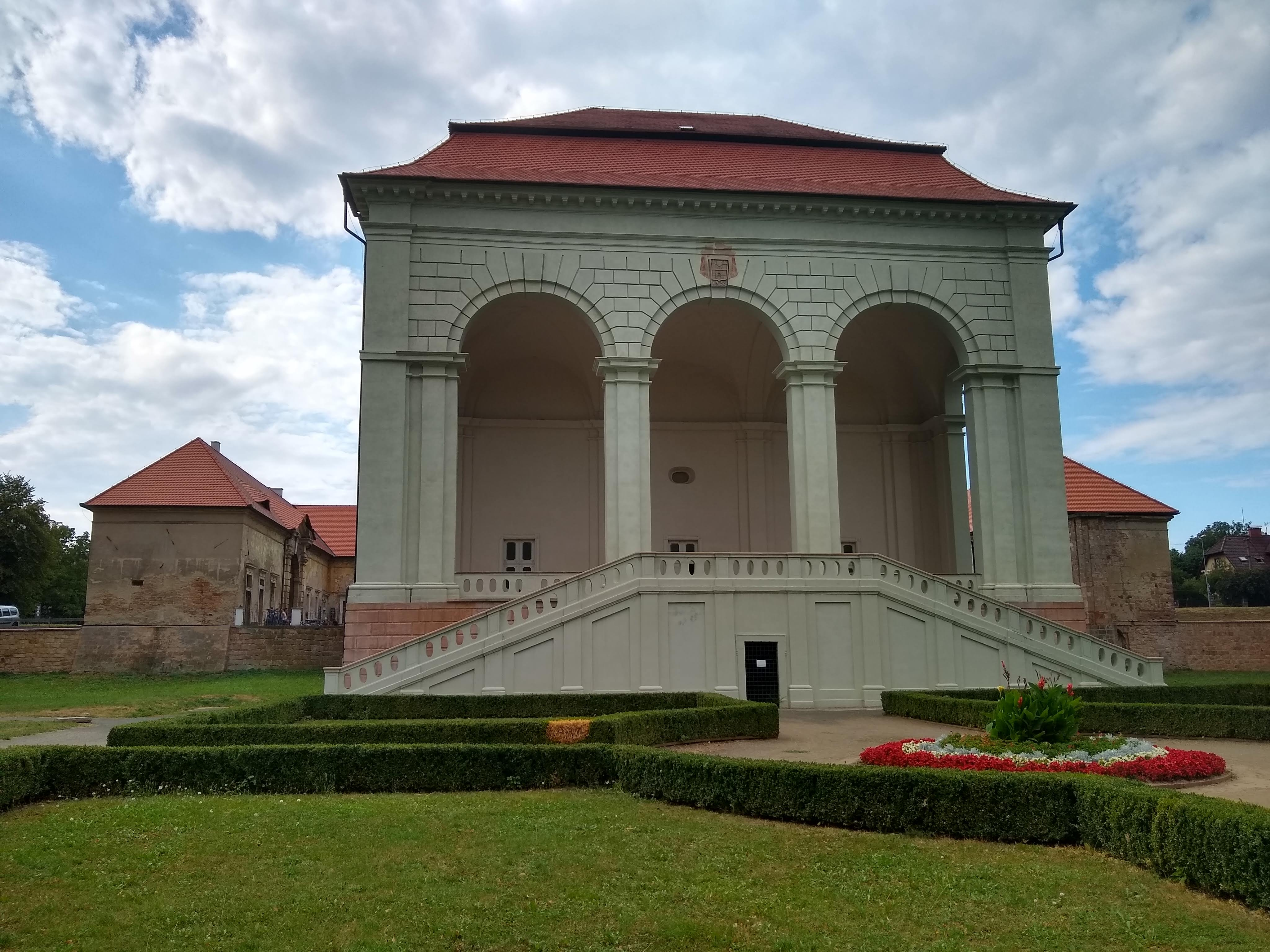
Лоджія в Лібосадському парку

Історичний центр побудований навколо прямокутної площі з регулярним готичним плануванням вулиць, залишками укріплень і аркадними будинками епохи Відродження та Бароко .
Історичне центр міста утворює Вальдштейнська площа, де знаходиться Вальдштейнський замок. На території замку розташовані краєзнавчий музей і галерея, бібліотека та початкова художня школа. Поруч із замком знаходиться церква Святого Якова Великого. Церква, призначена як резиденція єпископату, який ніколи не був створений, так і не була завершена, тому в ній відсутні шпиль та купол.
На північ від міста знаходиться бароковий літній будинок Альбрехта фон Валленштейна, який називається Вальдштейнська лоджія . Первісний парк навколо нього — нині парк під назвою Либосад. Лоджію сполучає з містом 1,7 кілометра (1,1 миля) -довга алея з лип. Лоджія, парк і алея разом із центром міста є частинами так званого композиційного ландшафту Валленштейна в стилі бароко (плановані ландшафтні осі, що з'єднують сакральні споруди, ландшафтні пам'ятки та місто), який залишився незавершеним через ранню смерть фон Валленштейна.
У місті є кілька єврейських пам'яток. Найвизначнішою є колишня синагога, яка вперше була згадана 1773 році.

## Міста-побратими
Їчин є побратимом таких міст:
- Ербах-ім-Оденвальд, Німеччина
- Мартін, Словаччина
- Свідниця, Польща